# Doppler Orbitography and Radiopositioning Integrated by Satellite

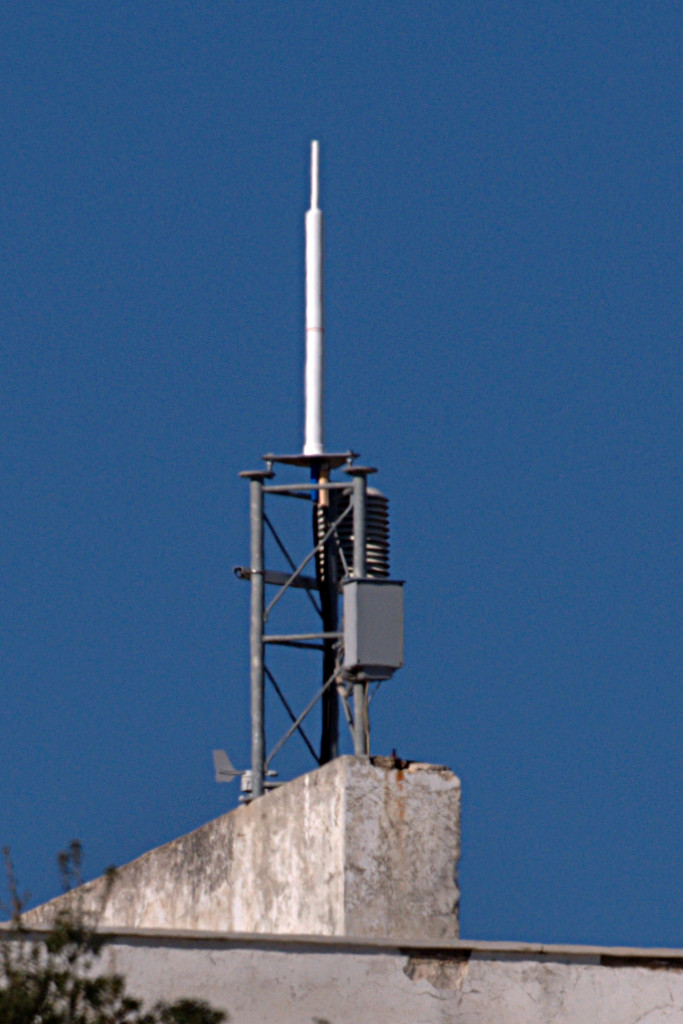
Sendeantenne der DORIS-Station in Dionysos

Doppler Orbitography and Radiopositioning Integrated by Satellite (DORIS) ist ein System der Satellitengeodäsie, das etwa 60 spezielle Bodenstationen umfasst. Es dient zur genauen Bahnbestimmung von Satellitenbahnen mit Hilfe des Dopplereffekts von Radiosignalen. Durch die weltweit relativ gleichmäßige Verteilung der Satellitenstationen trägt das Verfahren auch zu den modernen globalen Referenzsystemen der Geowissenschaften bei (siehe GNSS/GPS und IGGOS) und zur laufenden Überwachung (Monitoring) der Erdrotation.
DORIS ist eine Weiterentwicklung des früher von den Transit-Satelliten verwendeten Prinzips des Dopplersatelliten. 
Im Vergleich zu Transit ist die Funktionsweise umgekehrt, indem die hochpräzisen Funksignale nicht von den Satelliten, sondern den Bodenstationen auf zwei Frequenzen abgestrahlt werden. In der Umlaufbahn werden die Signale durch spezielle Messeinheiten registriert, und deren Ergebnisse zur Erde gefunkt. Die technisch aufwendige Datenanalyse findet auf der Erdoberfläche statt. Die Verwendung zweier Frequenzen steigert dabei (analog zu GPS) die Messgenauigkeit.
Das System wurde um 1990 in Frankreich vom CNES und dem IGN entwickelt und erfordert im Satelliten nur relativ geringen Aufwand, während die Bodenstationen zu einem komplexen Telemetrie- und Vermessungsnetz integriert sind. Es erreicht Genauigkeiten im 
Dezimeter-Bereich und ist damit anderen Methoden wie GNSS oder Satellite Laser Ranging etwas unterlegen, hat jedoch den Vorteil von global gleichmäßig verteilten Messdaten. Daher ist es Bestandteil der internationalen IUGG-Dienste und als Teil des ITRF-Systems anerkannt.
Die Messeinheiten lassen sich in verschiedenartige Satelliten einbauen und sind u. a. als Zusatzgeräte im Envisat, CryoSat-2 und einigen Altimetriesatelliten wie dem Jason integriert. Für regionale und zeitbezogene Messkampagnen kann DORIS den globalen Bezugsrahmen beistellen.